# ソファ (斉藤和義の曲)
「ソファ」は、1998年12月2日に発売された斉藤和義の17作目のシングル。

## 解説
本作からマキシシングルに規格が変わり、5年間所属したファンハウスでの最後のシングル。ベスト・アルバム『Golden Delicious』と同時発売された。

## 収録曲
全曲　作詞・作曲・編曲：斉藤和義
1. ソファ（9：36）[1]
2. Theme of ELEPHANT MOON（6：36）[1]